# Dysschema terminata
Dysschema terminata là một loài bướm đêm thuộc phân họ Arctiinae, họ Erebidae.